# Phoenix (Colúmbia Britânica)
Phoenix é uma cidade fantasma localizada no extremo sul da província canadense da Colúmbia Britânica, próxima à fronteira dos Estados Unidos com o Canadá. A cidade é parte do Distrito Regional de Kootenay Boundary.